# Britt Bendixen
Britt Bendixen (født 14. januar 1942, død 18. februar 2023) var en dansk danseinstruktør.
Hun var dommer i Vild med dans.
I 2019 blev hun afløst af Marianne Eihilt. I 2020 i sæson 17 vendte hun dog tilbage til Vild med dans.

## Privat
Bendixen var datter af overlærer og danselærer Frode Godtfred Hekkel Bendixen samt danselærer og restauratør Mitzi Naemi Bendixen. Hun var søster til Bo Bendixen, halvsøster til Finn Bendixen og Kim Bendixen, som Frode fik i sit andet ægteskab. Britt dannede i perioden 1965-1981 par med Gene Nettles, med hvem hun har sønnen Niclas Bendixen (en).

## Filmografi
- Peters landlov (1963)
- Pigen og greven (1966)
- Dancer in the dark (2000)
- Aldrig mere i morgen (2017)